# Station Meiningen
Station Meiningen is een spoorwegstation in de Duitse plaats Meiningen. Het station bestaat uit twee delen. De Pruisische station werd geopend in 1858. In 1874 werd het Beierse station gebouwd.